# Doctrinarismo
Doctrinarismo o liberalismo doctrinario es la doctrina y práctica política asociada al grupo denominado de los doctrinarios, que durante la Restauración borbónica en Francia (1814-1830), y desde una postura realista (en el sentido de partidaria de la monarquía) querían conciliar la Monarquía Borbónica con la Revolución francesa, y la autoridad con la libertad. Como grupo, eran más bien un círculo de reflexión que un partido político. Su ubicación en el espectro político los situaba en un centro que tenía a su izquierda a los republicanos y socialistas utópicos, y a su derecha a los ultra-realistas.
Al ser una fórmula de transacción entre la monarquía hereditaria y el gobierno representativo, define la forma de gobierno con un claro pronunciamiento a favor de la monarquía. Este reconocimiento va a llevar aparejado el principio de soberanía compartida y de doble confianza de los gobiernos (confianza del rey y del parlamento). Asimismo, se mostrará contrario a la igualdad y, en consecuencia, al sufragio universal, creando un sistema político de representación oligárquica amparado en el sufragio censitario.
Filosóficamente, el doctrinarismo hace radicar en la inteligencia humana el principio de la soberanía.

## Doctrinarismo francés
Dirigidos por Royer-Collard, estos liberales realistas estaban en favor de una monarquía constitucional con un derecho al sufragio fuertemente restringido. Luis XVIII, restaurado en su trono, había promulgado la Carta Otorgada de 1814, que establecía un sistema bicameral, con Cámara de los Pares (alta) y Cámara de los Diputados (baja), elegidos mediante una ley electoral muy restrictiva: sólo unos 100.000 franceses con derecho al voto. 
Los doctrinarios obtuvieron en principio (1816) la cooperación del rey, que estaba descontento con la violencia de los ultra-realistas de la Chambre introuvable de 1815. No obstante, los ultras volvieron enseguida al gobierno, liderados por el conde de Villèle. Los doctrinarios, en la oposición, permanecieron próximos al gobierno, especialmente a Élie, duque de Decazes, que asumió algunos departamentos ministeriales.
Finalmente, el grupo de los doctrinarios fue desmantelado por Carlos X, el reaccionario sucesor de su hermano Luis XVIII. Carlos confió el gobierno al ultra Jules, príncipe de Polignac. Esta nominación fue en parte la causa de la Revolución de julio de 1830, durante la que los doctrinarios fueron absorbidos por los orleanistas, de los cuales nunca volvieron a separarse, en cuestiones de principio. De acuerdo con la famosa clasificación de René Rémond, los orleanistas se convirtieron en la segunda rama derechista en surgir tras la legitimista, que es el término con el que suele referirse a los ultras tras la revolución de Julio.
Durante la monarquía de Luis Felipe o monarquía de Julio (1830-1848) los doctrinarios fueron liderados por François Guizot.

## Doctrinarismo español
El introductor de esta teoría política en España fue Andrés Borrego, a la que califica de "Doctrina nueva". Trasplantada al caso español, representaría una base importante del liberalismo histórico, acorde con el carácter elitista de la monarquía de Isabel II y síntesis entre "revolución" y "conservación". Su aspiración última será conseguir libertad con orden.
El moderantismo español, tendrá así entre sus referencias al doctrinarismo francés junto con el conservadurismo británico. 
Sus elementos esenciales serán la monarquía, el orden, la libertad, la selección de los mejores, el respeto a los derechos del individuo, la Constitución como suprema norma legal de garantías, el principio de representación y el parlamentarismo.
De esta manera, la nueva Constitución española de 1845, así como la Constitución de 1876, serían la expresión constitucional del doctrinarismo español.
Entre los doctrinarios españoles más importantes se puede encontrar a Francisco Martínez de la Rosa, Antonio Alcalá Galiano, Donoso Cortés o Cánovas del Castillo.

## Extensión del uso del término
La extensión del concepto original a su uso como término corriente en el vocabulario político, lo hace sinónimo de eclecticismo por un lado, pero también lo asocia a la aplicación a la práctica política de fórmulas abstractas y a priori. Ambas cosas pueden ser entendidas de forma peyorativa o, por el contrario, dignas de alabanza.

El doctrinarismo es la teoría del «juste milieu» [justo medio] y uno de sus mejores practicantes en España fue nada menos que Cánovas del Castillo. Él definió el moderantismo como una transacción constante entre principios absolutos. De los doctrinarios franceses como Guizot, Ortega decía que era lo más valioso del continente durante el siglo XIX porque fueron los únicos que vieron claramente lo que había que hacer en Europa después de la «Gran Revolución».